# 國立政治大學圖書館
國立政治大學圖書館是國立政治大學的大學圖書館系統，亦為其所屬各圖書館之總稱，設立於1959年。總館位於政大校本部山下校區的中正圖書館，下轄有商學院、傳播學院、綜合院館三所學院圖書分館，另有校友捐建成立之達賢圖書館與4間密集書庫。

截至2022年底，館藏資源已達443萬7千餘冊。其中實體館藏345萬餘冊，電子資源98萬餘種。現與包含中央研究院、國立臺灣大學、國立清華大學、國立陽明交通大學等51所學術機構之圖書館簽訂圖書互借協定。加入臺灣聯合大學系統後與另三所大學圖書館合作發展整合圖書資源，共享四校館藏與服務。

## 歷史

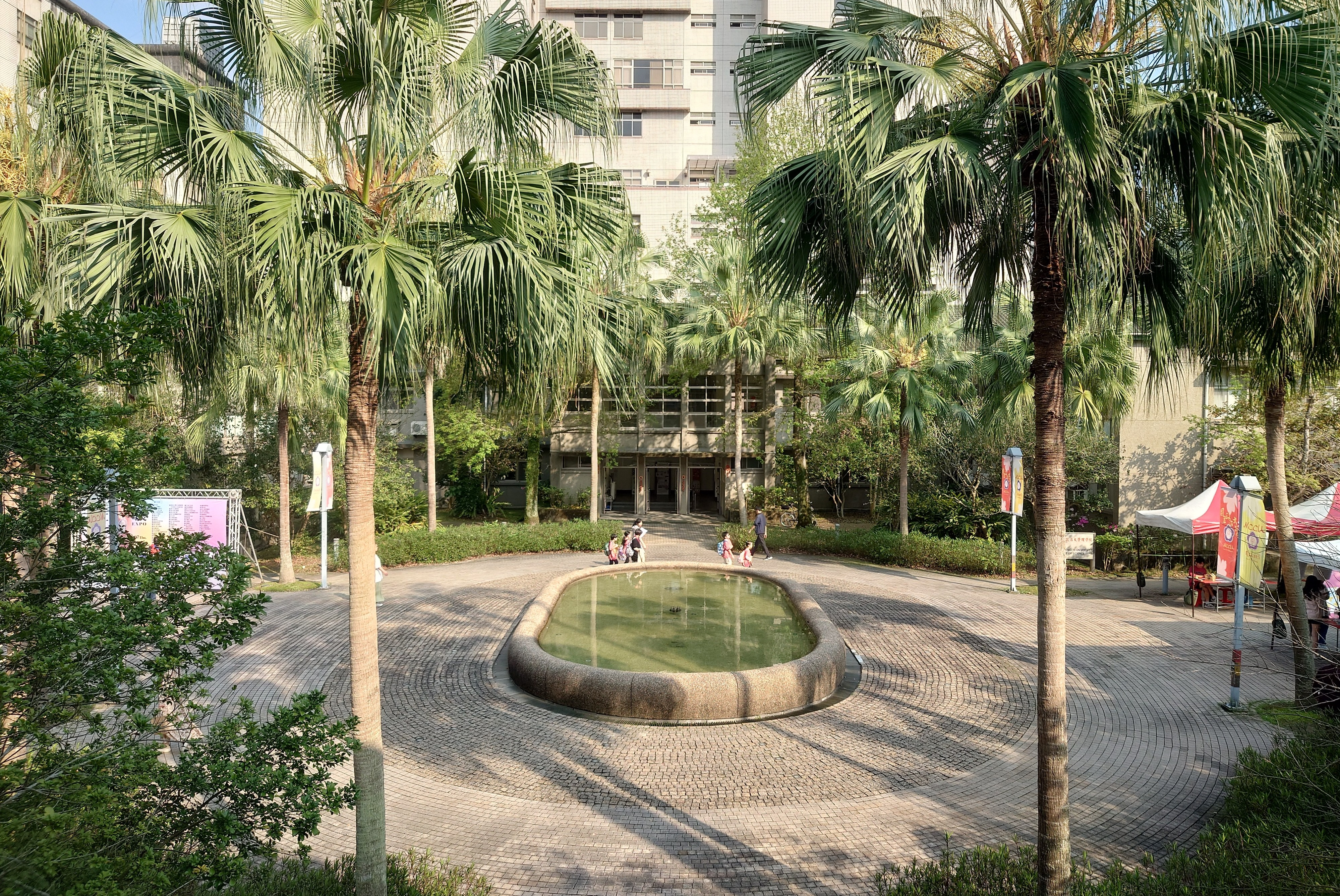
志希樓為圖書館初代館舍，現由理學院使用。

國立政治大學圖書館，前身為於1945年春季成立於志希樓的圖書室，當時隸屬於教務處。1959年10月31日獨立設置圖書館，首任館長為何日章先生。
1962年落成的新聞系館二樓，設有資料室。1990年傳播學院落成啟用後，新聞館資料室更名為新聞館圖書室，並遷至傳播學院3樓。1993年更名為傳播學院圖書分館。1976年中正圖書館落成並由前總統嚴家淦於50週年校慶啟用，建成當時是臺灣各大學規模最大的圖書館。。1997年商學院大樓落成，9月17日商學院圖書分館正式開放使用。1997年綜合院館圖書分館開始規劃，2001年3月16日正式對外開放使用。典藏有社會科學學院、法學院及國際事務學院3個學院的圖書資料。
目前設有中正圖書館（總館）、達賢圖書館、商學院分館、綜合院館分館、傳播學院分館。另設有孫中山紀念圖書館（由中國國民黨委託代管）。

## 館舍現況

### 中正圖書館

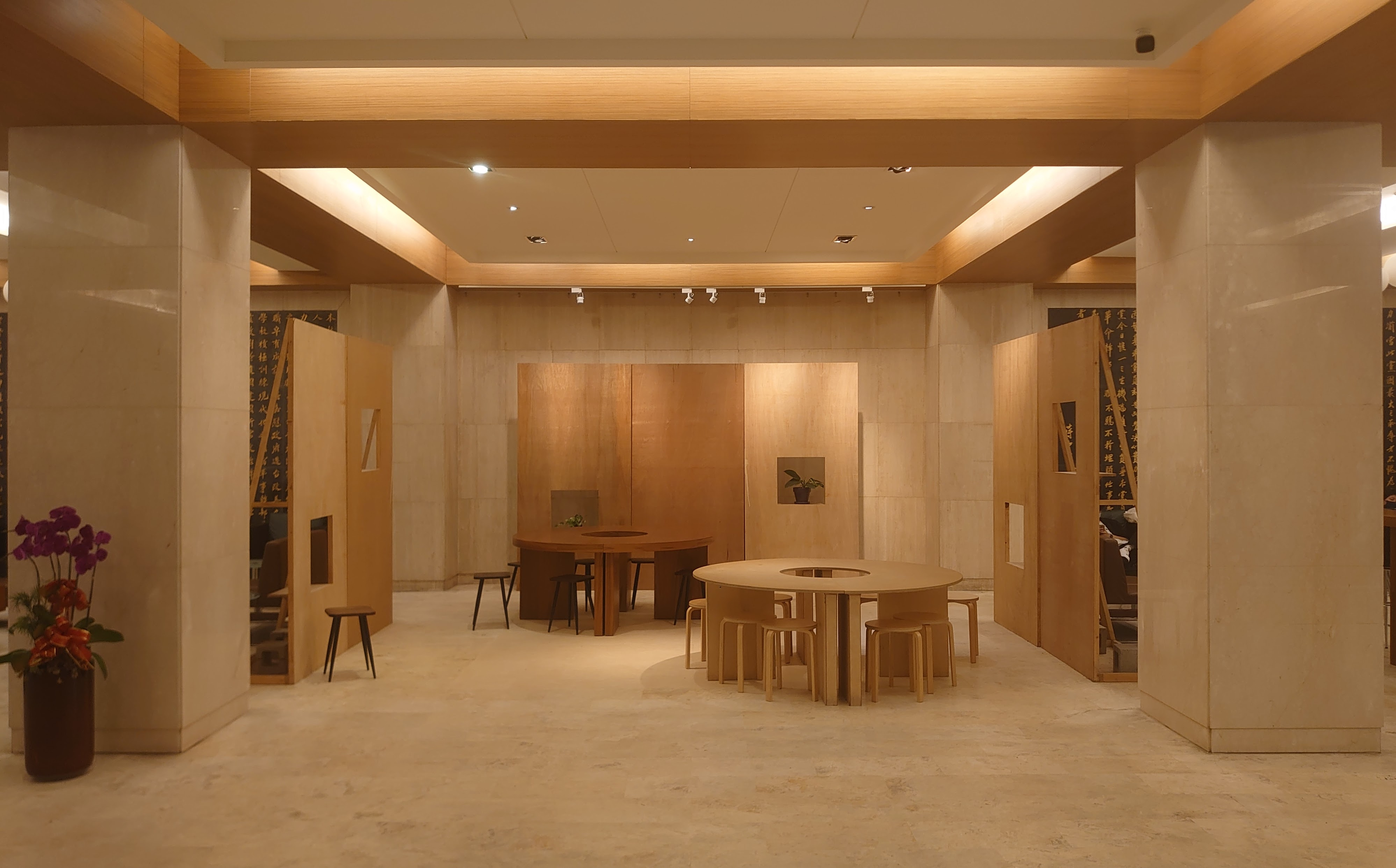
入口大廳，蔣公銅像移除後作為多元展示空間

中正圖書館於1976年落成，是政大圖書館系統總館，藏書量佔全系統約六成。開幕之初曾為臺灣地區規模最大的大學圖書館，圖書館造型極為特殊，為四角突出鑽石型的五層鋼筋混凝土建築，內有天井以便採光及空氣流通。建築內部採取模組結構，並以現代化的通間（One room）取代隔間為原則設計。
入口大廳作為多元展示空間，後方空間為由和碩董事長童子賢捐贈的陳芳明書房。收藏與展示陳芳明教職退休後贈與政大的藏書、手稿。1樓辦公區於社資中心規畫改建後同時作為其辦公室與孫中山紀念圖書館使用。地下一樓「悅讀區」為24小時開放的自修閱覽室，僅允許校內教職員生及校友使用。

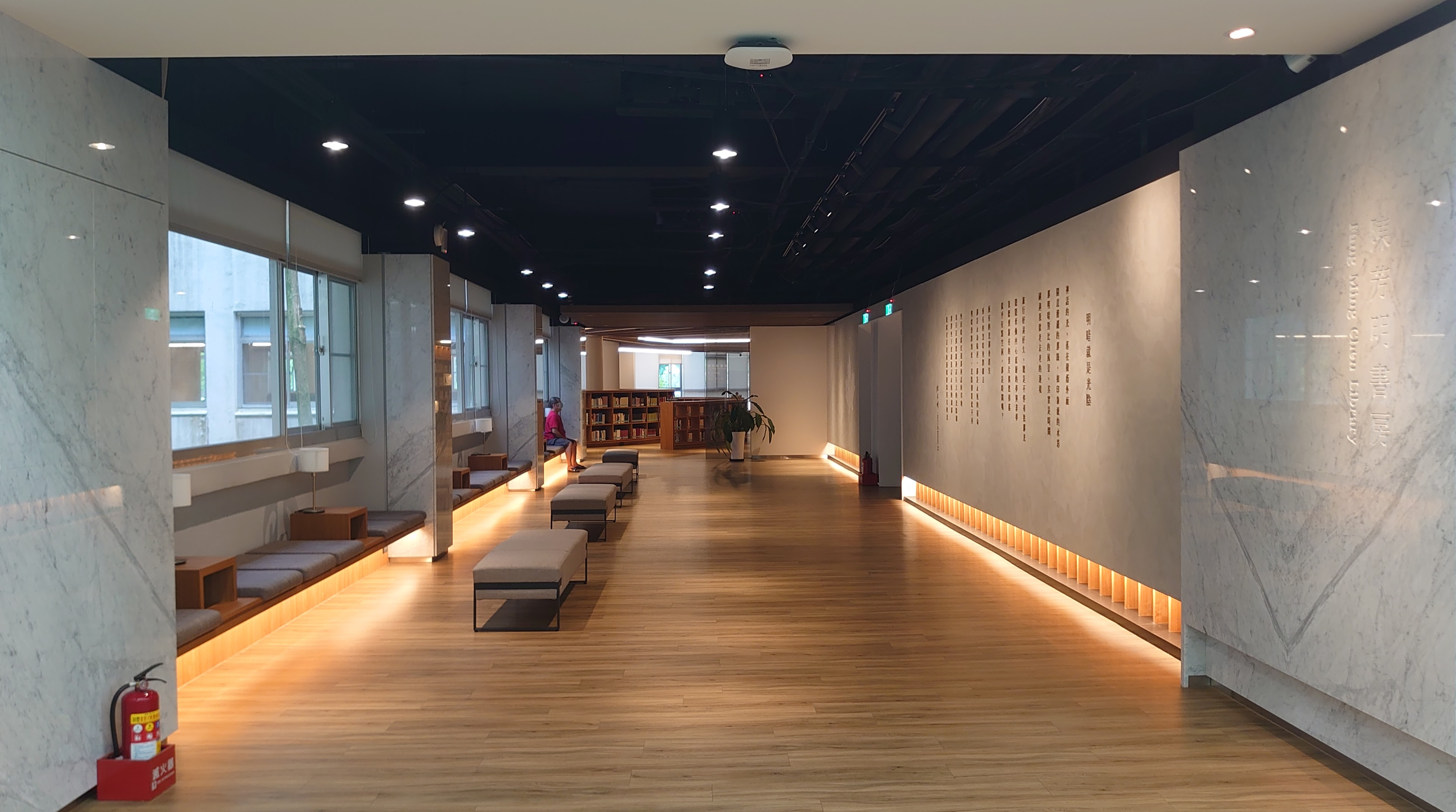
陳芳明書房

中正圖書館於蔣中正逝世次年啟用，其詞源來自首任校長蔣中正。館內大廳原先陳列蔣中正銅像與其對政大學生的訓示。近年來政大學生會與政大野火陣線等學生自治團體積極推動移除威權象徵等轉型正義倡議，發動銅像移除運動並與校方發生衝突。政大校方成立銅像處置委員會一年後歷經多次討論與投票議決，於第197次校務會議決議拆除館內蔣公坐姿銅像。銅像後續由校友會協助遷移至宋美齡創辦的華興育幼院。

### 達賢圖書館

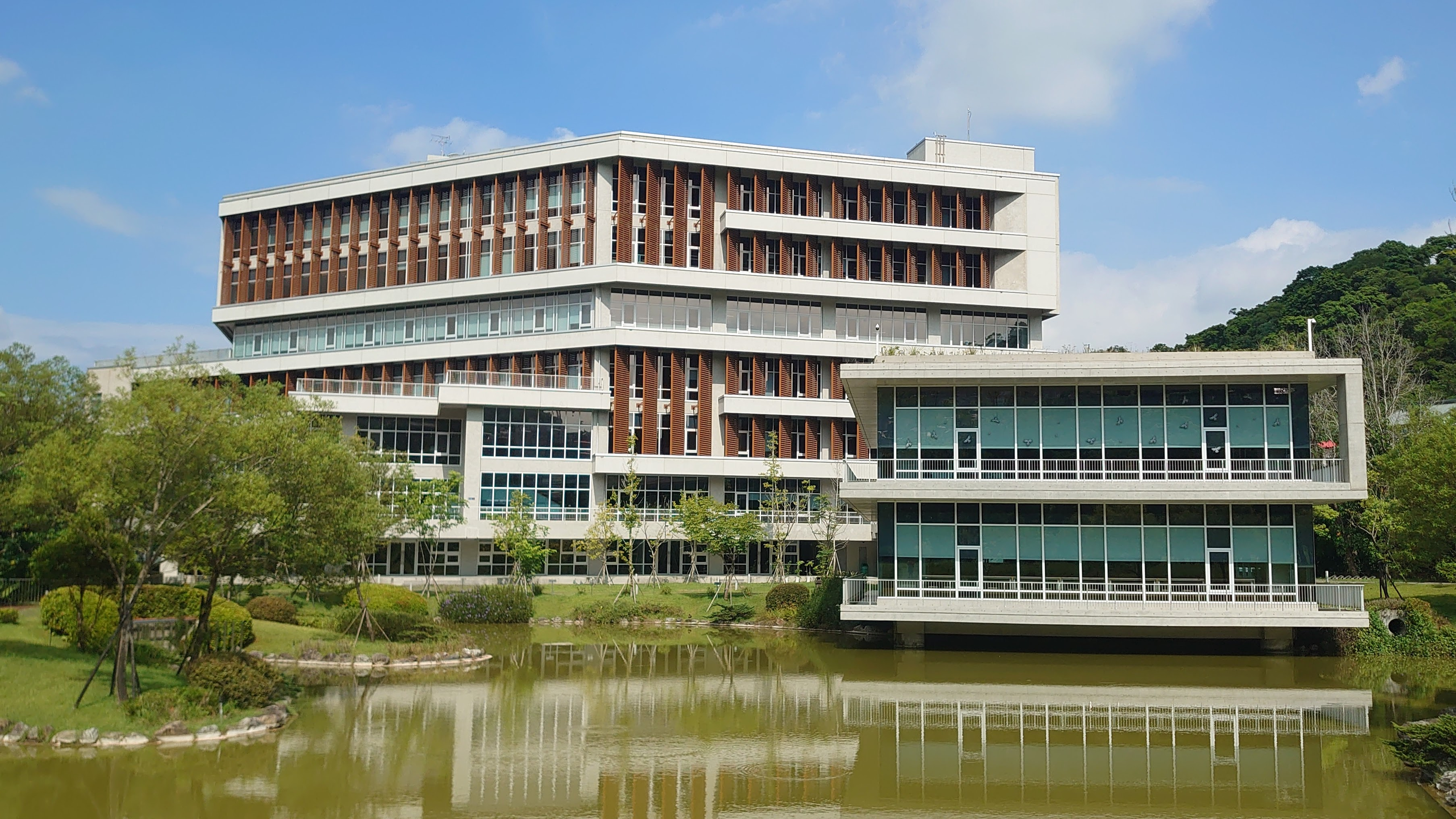
達賢圖書館與湖濱悅讀小屋

達賢圖書館是政大圖書館系統中面積最大、藏書量第二多的圖書館，包含圖書館主建物與獨棟閱覽室湖濱悅讀小屋，位於該校的指南山莊校區最前端。2016年獲校友潤泰集團總裁尹衍樑捐贈。主建物實際使用面積約15,432平方公尺。與中正圖書館以實體藏書為主的功能不同，達賢圖書館設有多元的會議空間，讀者服務空間從個人研究室到中大型會議空間皆有提供；特藏中心設有恆溫恆溼的庫房，珍藏特殊實體館藏及數位典藏，並結合空間展示。

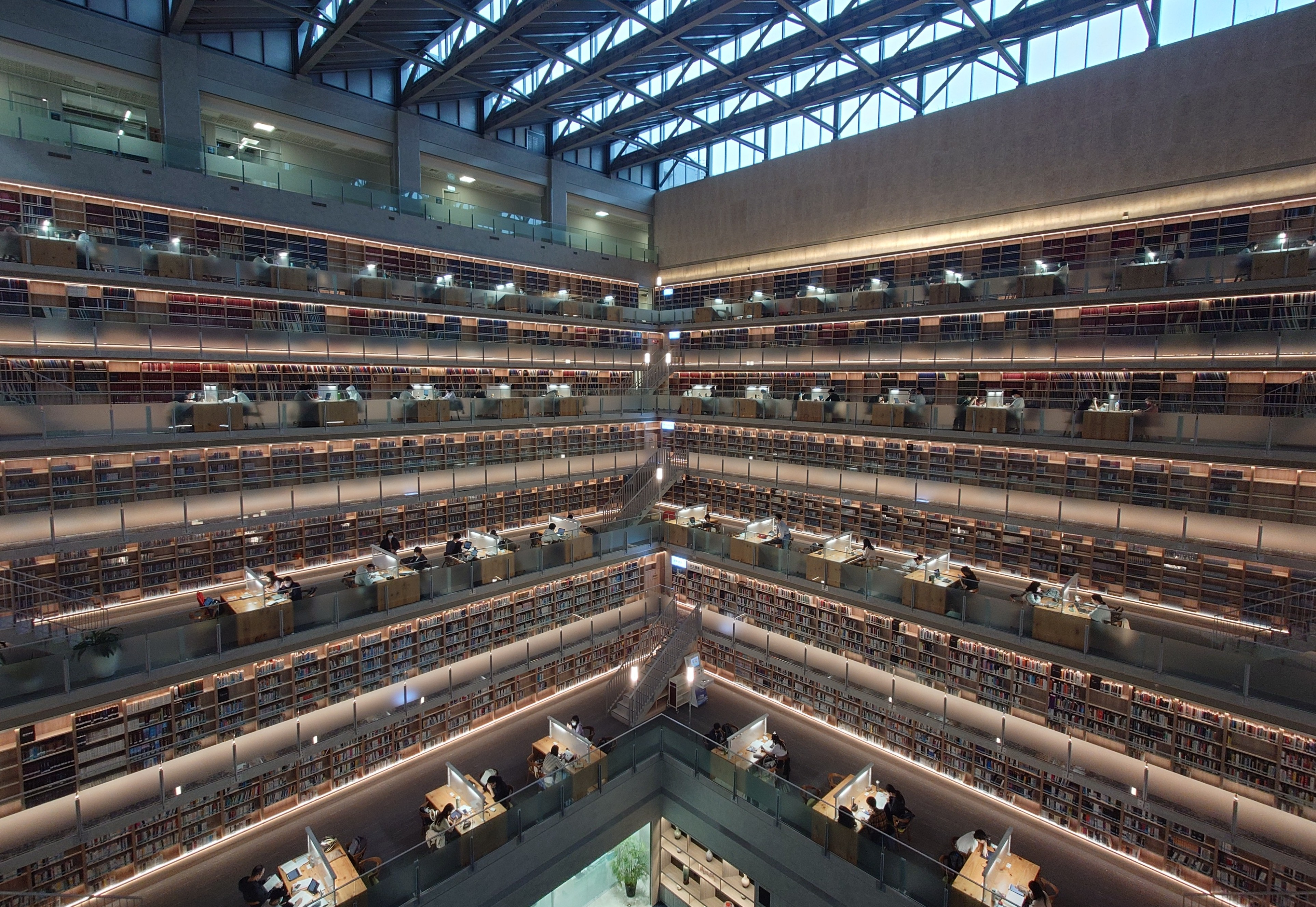
達賢圖書館開放式書牆

### 社會科學資料中心

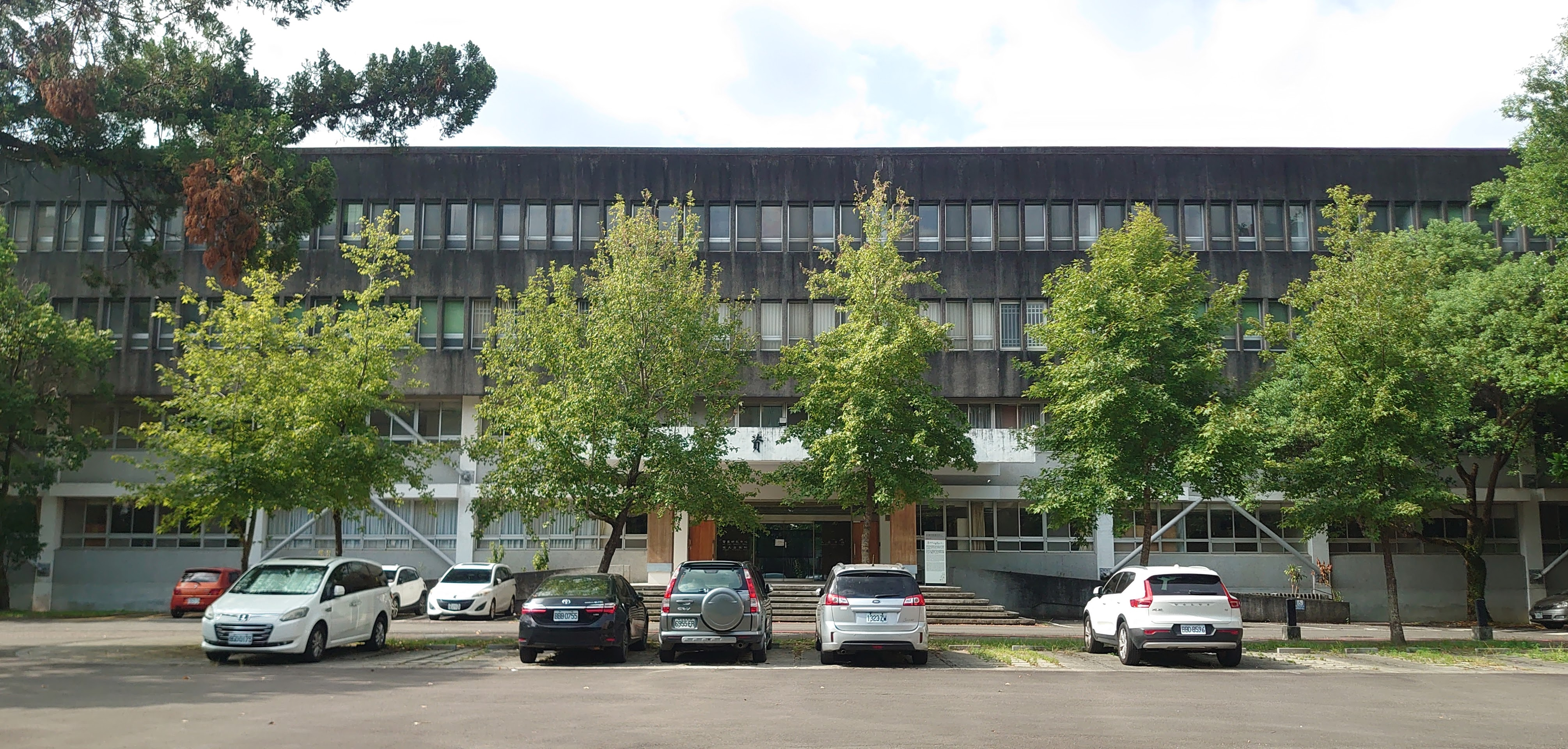
原社资中心大樓，已規劃改建

社會科學資料中心主要保存校史檔案與學術資料典藏、數位化，於1960年由國家長期發展科學委員會補助成立。另受中國國民黨委託管理該黨之近現代政治檔案及孫中山紀念圖書館館藏，並於2021年建立中國國民黨黨史檔案探索系統。
2019年因社資中心大樓規畫改建陸續搬遷館藏至中正圖書館。2023年8月起社資中心組織廢止，其下設之研究發展組、校史與檔案組併入圖書館。

#### 孫中山紀念圖書館
孫中山紀念圖書館為國父紀念館內孫逸仙博士圖書館之分館，由中國國民黨黨史館委託社資中心管理。典藏書籍來源包含中國國民黨中央委員會、中山文化教育館、國防研究院、孫中山長子孫科、故台大教授方東美贈書。社資中心因改建搬遷館藏後，2021年8月2日於中正圖書館重新開放。

#### 校史館
政大在臺灣復校後，1973年於社會科學資料中心內陳列學校相關史料。但由於校園屢經水災，1990年設校史館於行政大樓八樓東側。2006年6月9日，校史館經重新整修對外開放，並由李元簇題詞「親愛精誠 繼往開來」，鑲嵌於入口主牆。2014年，政治大學與中國第二歷史檔案館簽約，獲得政大在大陸時期檔案資料，並將共同舉行學術研討會等交流活動。

## 外部連結
- 國立政治大學圖書館 （页面存档备份，存于）
- 政大達賢圖書館 （页面存档备份，存于）
- 政大社會科學資料中心 （页面存档备份，存于）